# 데이터 센터

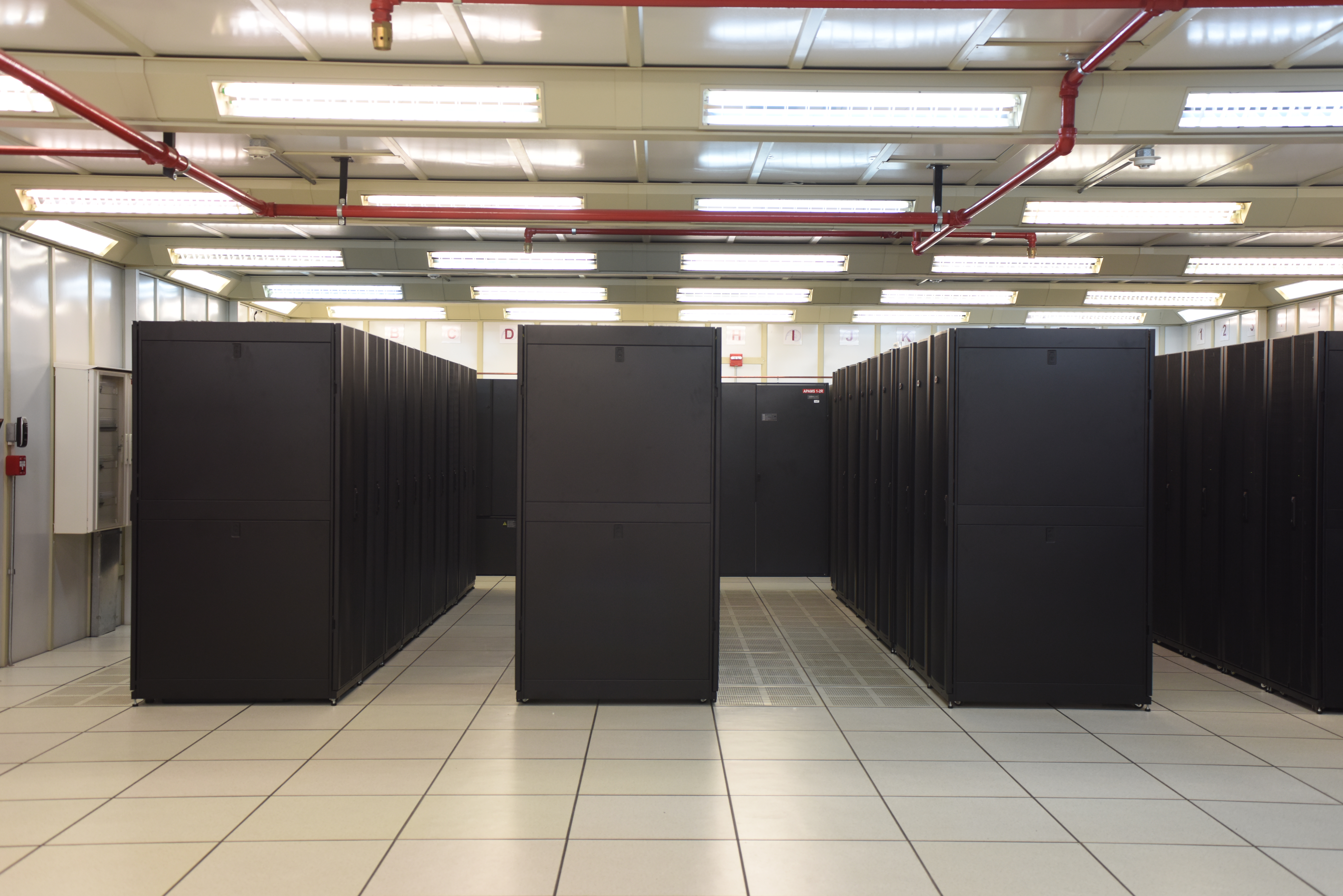
ARSAT 데이터 센터 (2014)

데이터 센터(data center)는 컴퓨터 시스템과 통신, 기억 장치와 같은 관련 부품을 수용하는 데 사용되는 건축물, 건물 내 전용 공간 또는 건물 그룹이다.
IT 운영은 사업 연속성에 중요하기 때문에, 데이터 센터는 일반적으로 전원 공급, 데이터 전송 연결, 환경 제어(예: 공기조화, 화재 진압) 및 다양한 보안 장치에 대한 중복 또는 백업 구성 요소 및 인프라를 포함한다. 대규모 데이터 센터는 중간 규모 도시만큼 많은 전기를 사용하는 산업 규모의 운영이다. 2022년 전 세계 데이터 센터의 예상 전력 소비량은 240~340 TWh로, 전 세계 전력 수요의 약 1~1.3%를 차지한다. 이는 2022년 약 110 TWh로 추정되는 암호화폐 채굴에 사용되는 에너지를 제외한 수치로, 이는 전 세계 전력 수요의 0.4%에 해당한다. IEA는 데이터 센터의 전력 사용량이 2022년에서 2026년 사이에 두 배로 증가할 수 있다고 예측한다. 암호화폐 채굴 및 인공지능을 포함한 데이터 센터의 높은 전력 수요는 또한 지역 전력망에 부담을 가중시키고 일부 시장에서 전기 요금을 인상시켰다.
데이터 센터는 크기, 전력 요구 사항, 중복성 및 전체적인 구조 면에서 다양할 수 있다. 데이터 센터 유형을 분류하는 데 사용되는 네 가지 일반적인 범주는 현장 데이터 센터, 코로케이션 시설, 하이퍼스케일 데이터 센터 및 엣지 데이터 센터이다. 특히 코로케이션 센터는 고객, 인터넷 전송 제공업체, 클라우드 제공업체 간의 사설 피어링 연결, 고객을 연결하는 밋미룸, 인터넷 익스체인지 포인트, 그리고 광섬유 해저 통신 케이블의 착륙 지점 및 터미널 장비를 호스팅하여 인터넷을 연결한다.

## 역사

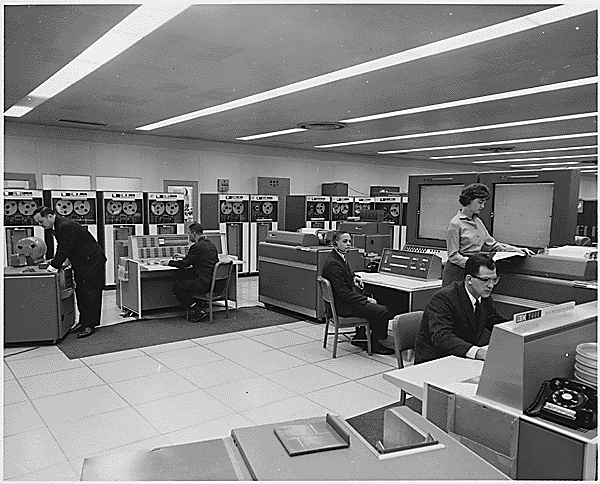
NASA 미션 컨트롤 컴퓨터실 (약 1962년)

데이터 센터는 1940년대의 거대한 컴퓨터실에서 유래했으며, 데이터 센터의 초기 사례 중 하나인 에니악이 그 특징이다. 초기 컴퓨터 시스템은 작동 및 유지 관리가 복잡하여 특별한 작동 환경이 필요했다. 모든 구성 요소를 연결하기 위해 많은 케이블이 필요했으며, 장비 장착을 위한 표준 19인치 랙, 이중 바닥, 케이블 트레이(머리 위 또는 이중 바닥 아래 설치)와 같은 배치 및 정리 방법이 고안되었다. 단일 메인프레임은 많은 전력을 필요로 했으며 과열을 방지하기 위해 냉각해야 했다. 보안은 중요해졌다. 컴퓨터는 비쌌고 종종 군대 목적으로 사용되었다. 따라서 컴퓨터실 접근을 통제하기 위한 기본적인 설계 지침이 고안되었다.
1980년대 마이크로컴퓨터 산업 붐 동안 사용자들은 운영 요구 사항에 거의 신경 쓰지 않고 컴퓨터를 어디에나 배치하기 시작했다. 그러나 정보 기술(IT) 운영의 복잡성이 증가함에 따라 조직은 IT 자원 통제의 필요성을 인식하게 되었다. 저렴한 네트워킹 하드웨어의 가용성과 네트워크 통합 배선에 대한 새로운 표준이 결합되어, 서버를 회사 내 특정 방에 배치하는 계층적 설계를 사용할 수 있게 되었다. 이 시기에 특별히 설계된 컴퓨터실에 적용되는 '데이터 센터'라는 용어가 대중적으로 인정을 받기 시작했다.
1997년부터 2000년까지 닷컴버블 기간 동안 데이터 센터 붐이 일었다. 회사들은 시스템을 배포하고 인터넷에 존재를 확립하기 위해 빠른 인터넷 연결과 무중단 운영이 필요했다. 이러한 장비를 설치하는 것은 많은 소규모 회사에는 불가능했다. 많은 회사들이 매우 큰 시설인 인터넷 데이터 센터(IDC)를 건설하기 시작했으며, 이는 크로스오버 백업과 같은 향상된 기능을 제공한다: "벨 애틀랜틱 라인이 끊어지면, 우리는 중단 시간을 최소화하기 위해 그들을 다른 곳으로 전환할 수 있다."
클라우드 데이터 센터(CDC)라는 용어가 사용되기도 했다. 점차적으로 이 용어들의 구분은 거의 사라졌으며, '데이터 센터'라는 용어로 통합되고 있다.
2010년대 세계 데이터 센터 시장은 꾸준한 성장을 보였으며, 10년 후반에 특히 가속화되었다. 가트너에 따르면, 전 세계 데이터 센터 인프라 지출은 코로나19 범유행으로 인한 경제적 어려움에도 불구하고 2020년 대비 6% 증가한 2021년 2천억 달러에 달했다.
2010년대 후반과 2020년대 초반에는 AI 및 기계 학습 애플리케이션으로의 상당한 전환이 이루어졌으며, 이는 더욱 강력하고 효율적인 데이터 센터 인프라에 대한 전 세계적인 붐을 일으켰다. 2021년 3월 기준으로, 전 세계 데이터 생성량은 2020년 64.2 제타바이트에서 2025년까지 180 제타바이트 이상으로 증가할 것으로 예상되었다.
미국은 현재 데이터 센터 인프라 분야에서 가장 앞선 선두 주자로, 2024년 3월 현재 전 세계 어느 나라보다도 많은 5,381개의 데이터 센터를 보유하고 있다. 글로벌 컨설팅 회사 맥킨지 앤 코(McKinsey & Co.)에 따르면, 미국의 시장 수요는 2022년 17 GW에서 2030년까지 35 GW로 두 배 증가할 것으로 예상된다. 2023년 현재, 미국은 전 세계 시장의 약 40%를 차지한다.
EPRI가 2024년 5월에 발표한 연구에 따르면, 미국의 데이터 센터 전력 소비량은 2030년까지 국내 발전량의 4.6%에서 9.1%에 이를 수 있다. 2023년 현재, 미국 데이터 센터 부하의 약 80%는 버지니아와 텍사스를 선두로 하는 15개 주에 집중되어 있다.

## 현대 데이터 센터의 요구사항

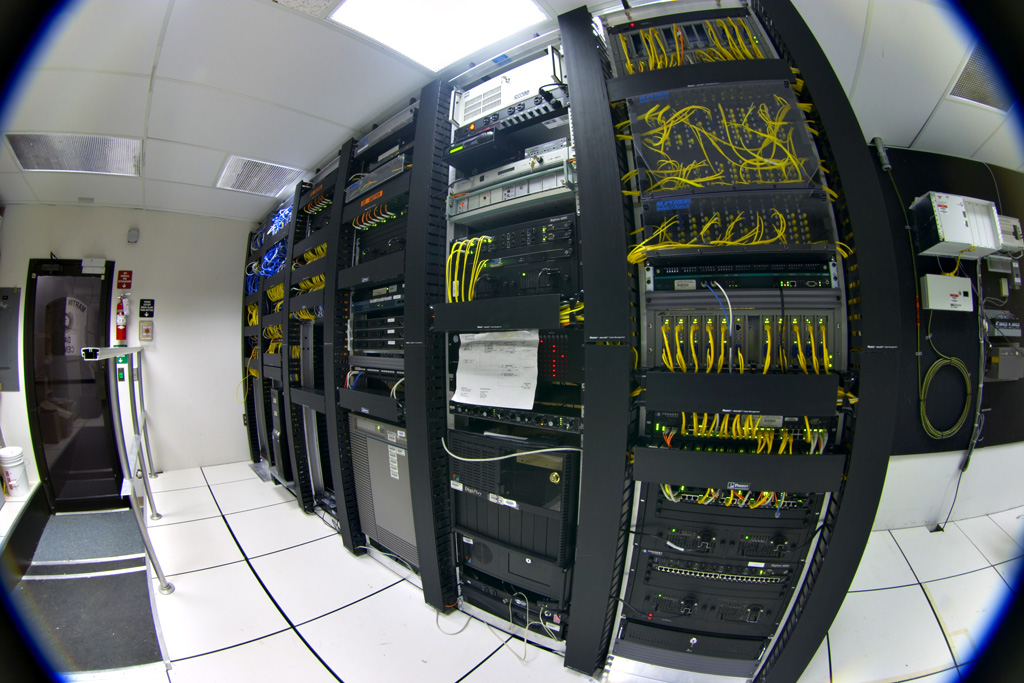
데이터 센터 일부의 통신 장비 랙

근대화 및 데이터 센터 혁신은 성능과 에너지 효율을 향상시킨다.
정보 보안 또한 중요한 문제이며, 이러한 이유로 데이터 센터는 보안 침해 가능성을 최소화하는 안전한 환경을 제공해야 한다. 따라서 데이터 센터는 호스팅된 컴퓨터 환경의 무결성과 기능을 보장하기 위해 높은 기준을 유지해야 한다.
산업 연구 기업인 IDC는 데이터 센터의 평균 수명을 9년으로 보고 있다. 또 다른 연구 기업인 가트너는 7년 이상 된 데이터 센터는 구식이라고 말한다. 데이터 증가(2025년까지 163 제타바이트)는 데이터 센터의 현대화 필요성을 촉진하는 한 가지 요인이다.
근대화에 대한 집중은 새로운 것이 아니다: 2007년에 구식 장비에 대한 우려가 표명되었고, 2011년 Uptime Institute는 그 안에 있는 장비의 연령에 대해 우려했다. 2018년에는 우려가 다시 전환되었는데, 이번에는 직원의 연령에 대한 것이었다: "데이터 센터 직원은 장비보다 더 빨리 나이를 먹고 있다."

### 데이터 센터 표준 충족
텔레커뮤니케이션 산업 협회의 데이터 센터 통신 인프라 표준은 단일 테넌트 기업 데이터 센터 및 다중 테넌트 인터넷 호스팅 데이터 센터를 포함한 데이터 센터 및 컴퓨터실의 통신 인프라에 대한 최소 요구 사항을 명시한다. 이 문서에서 제안하는 토폴로지는 모든 크기의 데이터 센터에 적용될 수 있도록 의도되었다.
텔코디아 GR-3160, 통신 데이터 센터 장비 및 공간에 대한 NEBS 요구 사항은 통신 네트워크 내 데이터 센터 공간에 대한 지침과 해당 공간에 설치될 장비에 대한 환경 요구 사항을 제공한다. 이러한 기준은 텔코디아와 산업 대표들이 공동으로 개발했다. 이 기준은 데이터 처리 또는 정보 기술(IT) 장비를 수용하는 데이터 센터 공간에 적용될 수 있다. 이 장비는 다음 용도로 사용될 수 있다:
- 통신 사업자의 통신 네트워크 운영 및 관리
- 통신 사업자 고객에게 직접 데이터 센터 기반 애플리케이션 제공
- 제3자가 고객에게 서비스를 제공하도록 호스팅된 애플리케이션 제공
- 위 사항들의 조합 및 유사한 데이터 센터 애플리케이션 제공

### 데이터 센터 변환
데이터 센터 변환은 시간에 걸쳐 수행되는 통합 프로젝트를 통해 단계별 접근 방식을 취한다. 이는 직렬 및 사일로 접근 방식을 취하는 기존의 데이터 센터 업그레이드 방법과 다르다. 데이터 센터 변환 이니셔티브 내의 일반적인 프로젝트에는 표준화/통합, 가상화, 자동화 및 보안이 포함된다.
- 표준화·통합: 데이터 센터 수 감소[34][35] 및 서버 스프롤 방지[36](물리적 및 가상적)[37]는 종종 노후화된 데이터 센터 장비 교체를 포함하며,[38] 표준화를 통해 지원된다.[39]
- 가상화: 자본 및 운영 비용을 낮추고,[40] 에너지 소비를 줄인다.[41] 가상화된 데스크톱은 데이터 센터에서 호스팅되어 구독 방식으로 임대될 수 있다.[42] 라자드 캐피털 마켓(Lazard Capital Markets) 투자 은행은 2008년에 2012년까지 기업 운영의 48%가 가상화될 것으로 추정했다. 가트너는 가상화를 현대화의 촉매제로 본다.[43]
- 자동화: 프로비저닝, 구성, 패치, 릴리스 관리 및 규정 준수와 같은 작업의 자동화는 숙련된 IT 인력이 부족할 때뿐만 아니라 필요하다.[39]
- 보안: 가상 시스템의 보호는 물리적 인프라의 기존 보안과 통합된다.[44]

### 이중 바닥

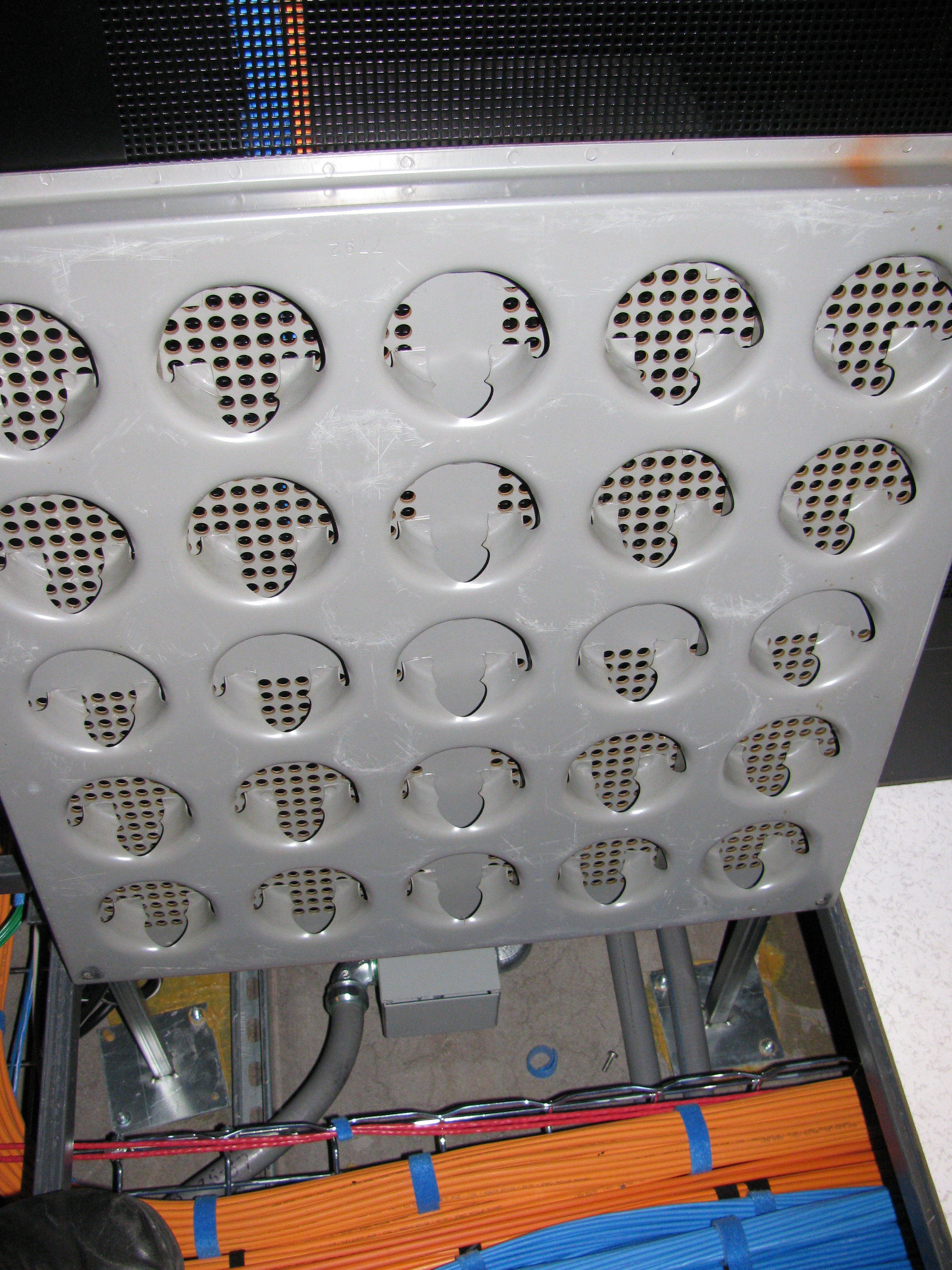
천공 냉각 바닥 타일

GR-2930이라는 이중 바닥 표준 가이드는 에릭슨의 자회사인 텔코디아 테크놀로지스에서 개발했다.
최초의 이중 바닥 컴퓨터실은 1956년 IBM이 만들었고, "1960년대부터 존재해왔다"고 하지만, 1970년대에 컴퓨터 센터에서 이중 바닥을 통해 시원한 공기를 더 효율적으로 순환시키는 것이 일반화되었다.
이중 바닥의 첫 번째 목적은 배선 접근을 허용하는 것이었다.

### 무인화
무인 데이터 센터(lights-out data center)는 암실 데이터 센터 또는 다크 데이터 센터라고도 불리며, 이상적인 경우 극히 예외적인 상황을 제외하고는 인력의 직접적인 접근 필요성을 완전히 제거한 데이터 센터이다. 직원이 데이터 센터에 들어갈 필요가 없으므로 조명 없이 운영할 수 있다. 모든 장치는 원격 시스템으로 접근하고 관리되며, 자동화 프로그램이 무인 작업을 수행하는 데 사용된다. 에너지 절약, 인력 비용 절감, 인구 밀집 지역에서 멀리 떨어진 곳에 위치할 수 있다는 장점 외에도, 무인 데이터 센터를 구현하면 인프라에 대한 악의적인 공격 위협이 줄어든다.

### 소음 수준
일반적으로 지방 당국은 데이터 센터의 소음 수준이 "가장 가까운 거주지의 기존 야간 배경 소음 수준보다 10dB 낮아야 한다"고 선호한다.
OSHA 규정은 소음이 85데시벨을 초과할 경우 데이터 센터 내부의 소음 수준을 모니터링하도록 요구한다. 데이터 센터 서버 영역의 평균 소음 수준은 92-96dB(A)에 달할 수 있다.
데이터 센터 근처에 사는 주민들은 그 소음을 "하루 24시간 내내 계속되는 고음의 윙윙거리는 소리"라고 묘사하며, "마치 활주로에서 비행기 엔진이 계속 작동하는 것과 같다... 단지 그 비행기가 계속 공회전하고 떠나지 않는다는 점만 다르다"고 말했다.
외부 소음원에는 HVAC 장비 및 에너지 발전기가 포함된다.

## 데이터 센터 설계
데이터 센터 설계 분야는 수십 년 동안 다양한 방향으로 성장해 왔으며, 신축 건물 규모가 크든 작든, 버려진 소매 공간, 오래된 소금 광산, 전쟁 시대 벙커와 같은 기존 시설의 창의적인 재활용을 포함한다.
- 65층 데이터 센터가 이미 제안되었다[61]
- 2016년 기준으로 데이터 센터 수는 미국 전역에서 300만 개를 넘어섰고, 전 세계적으로는 그 세 배 이상이었다[16]

지역 건축법은 최소 천장 높이 및 기타 매개변수를 규정할 수 있다. 데이터 센터 설계 시 고려 사항은 다음과 같다.

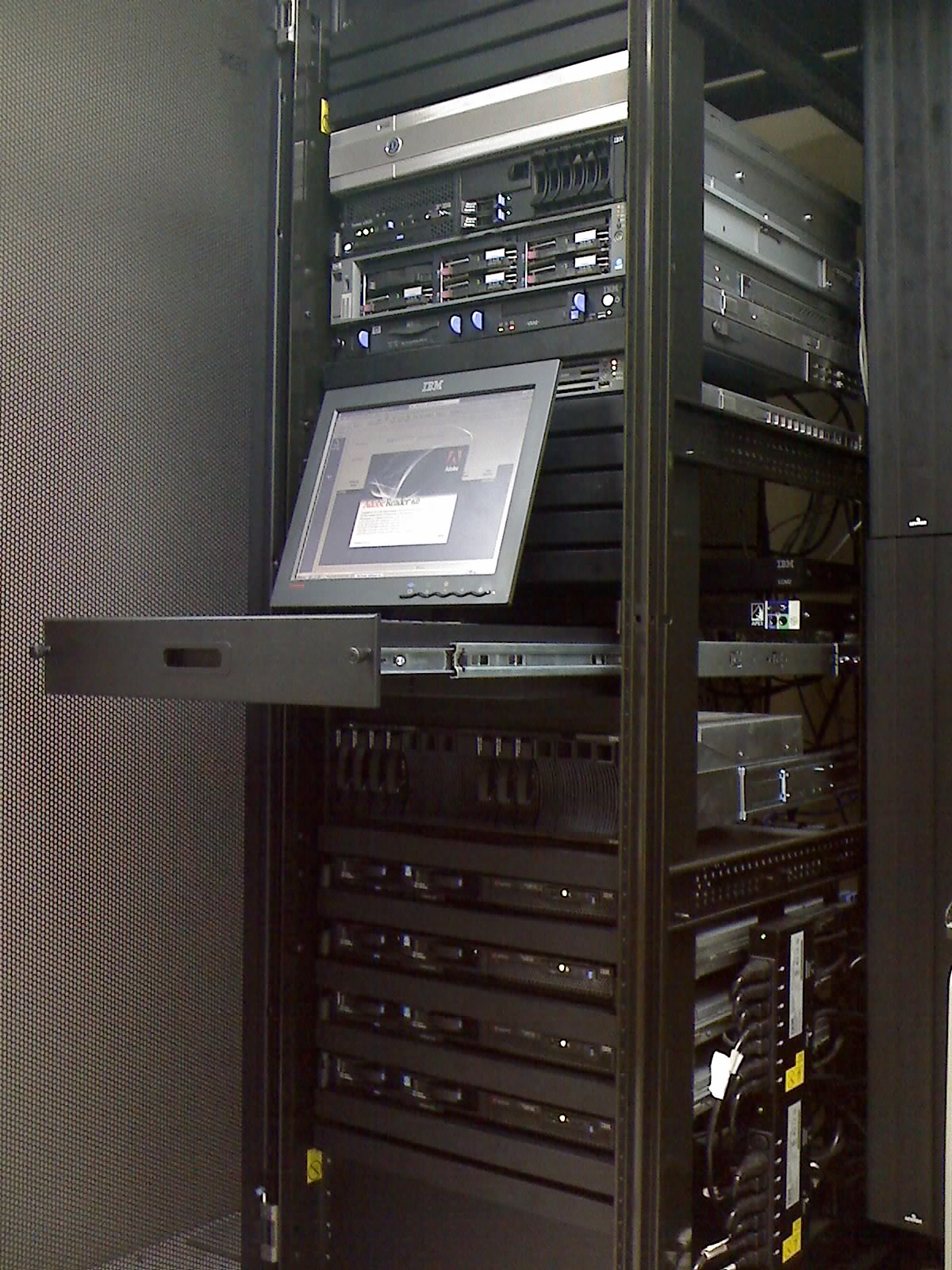
코로케이션에서 흔히 볼 수 있는 일반적인 서버 랙

- 크기 - 건물 한 방, 하나 이상의 층, 또는 건물 전체;
- 용량 - 1,000개 이상의 서버를 수용할 수 있음;[62]
- 기타 고려 사항 - 데이터 센터의 공간, 전력, 냉각 및 비용;[63]
- 기계 공학 인프라 - 난방, 환기 및 공조(HVAC); 가습 및 제습 장비; 가압;[64]
- 전기 공학 인프라 설계 - 유틸리티 서비스 계획; 전력원으로부터의 분배, 스위칭 및 바이패스; 무정전 전원 공급 장치 (UPS) 시스템; 등.[64][65]

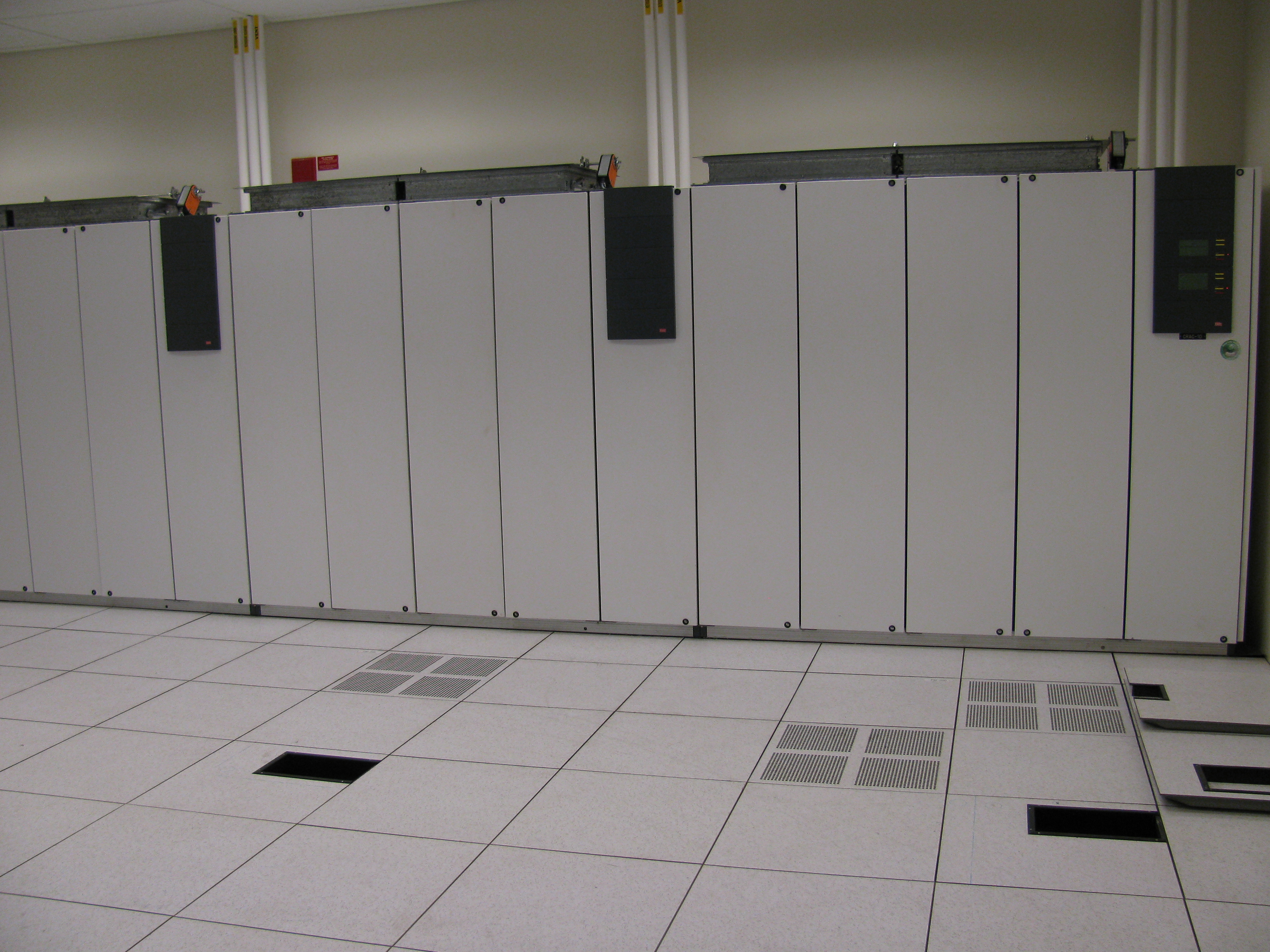
CRAC 공조기

### 설계 기준 및 절충점
- 가용성 기대치: 가동 중지 시간 방지 비용이 가동 중지 시간 자체의 비용을 초과해서는 안 된다.[66]
- 부지 선정: 위치 요인에는 전력망, 통신 인프라, 네트워킹 서비스, 교통 노선 및 비상 서비스에 대한 근접성이 포함된다. 기타 고려 사항에는 비행 경로, 인근 전력 소모, 지질학적 위험 및 기후(냉각 비용과 관련됨)가 포함되어야 한다.[67]
  - 종종 전력 가용성은 가장 변경하기 어렵다.

#### 고가용성
95% 가동 시간 이상으로 데이터 센터 가용성에서 발생하는 데이터 가용성을 측정하기 위한 다양한 지표가 존재하며, 척도의 최상위는 99% 뒤에 몇 개의 9를 붙일 수 있는지 세는 것이다.

#### 모듈성 및 유연성
모듈성과 유연성은 데이터 센터가 시간이 지남에 따라 성장하고 변화할 수 있도록 하는 핵심 요소이다. 데이터 센터 모듈은 사전 엔지니어링된 표준화된 구성 블록으로, 필요에 따라 쉽게 구성하고 이동할 수 있다.
모듈형 데이터 센터는 운송 컨테이너 또는 이와 유사한 휴대용 컨테이너에 담긴 데이터 센터 장비로 구성될 수 있다. 데이터 센터의 구성 요소는 필요할 경우 이동이 용이하도록 사전 제작 및 표준화될 수 있다.

### 전력

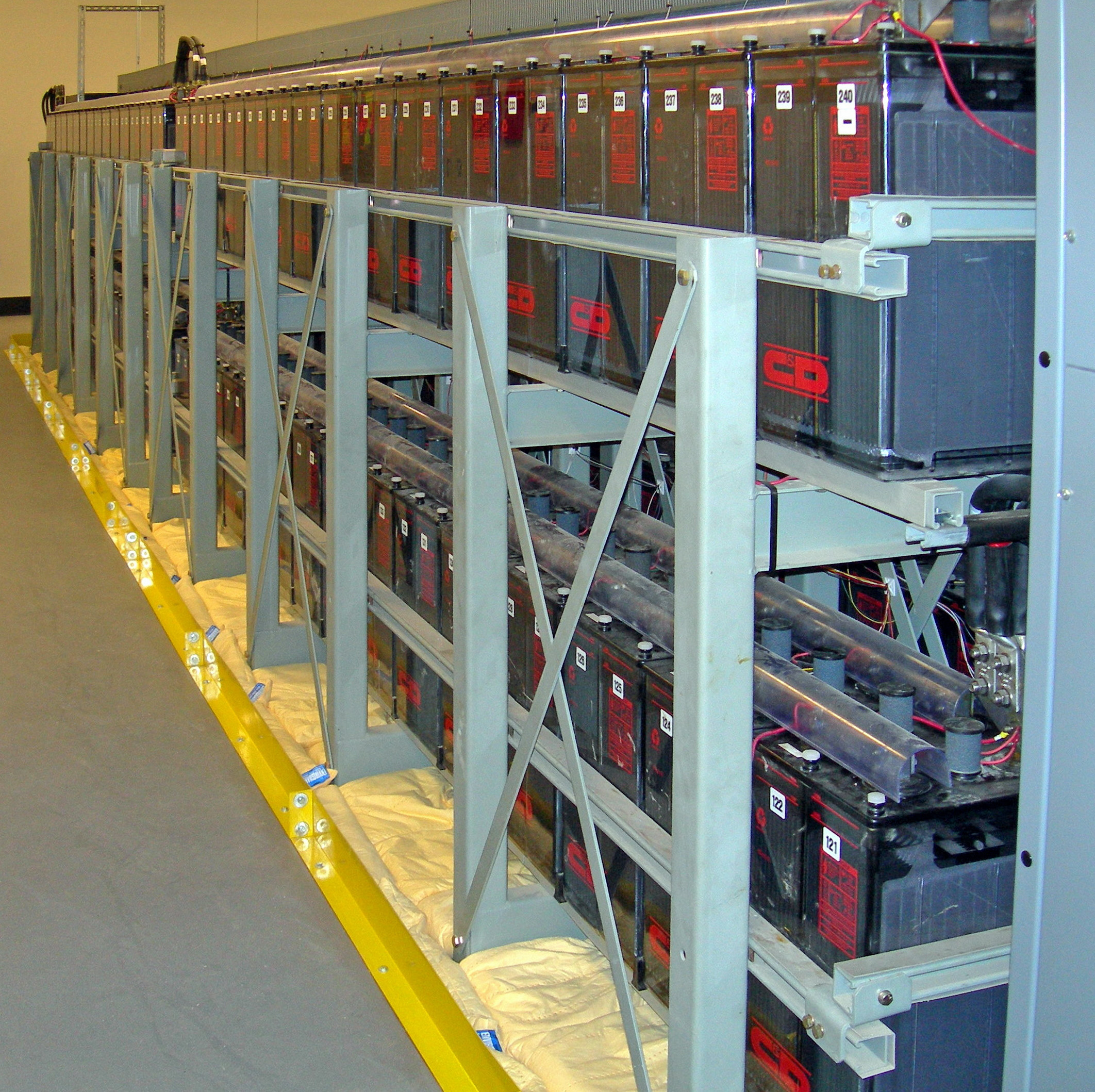
대규모 데이터 센터의 배터리 뱅크, 디젤 발전기가 작동할 때까지 전력을 공급하는 데 사용

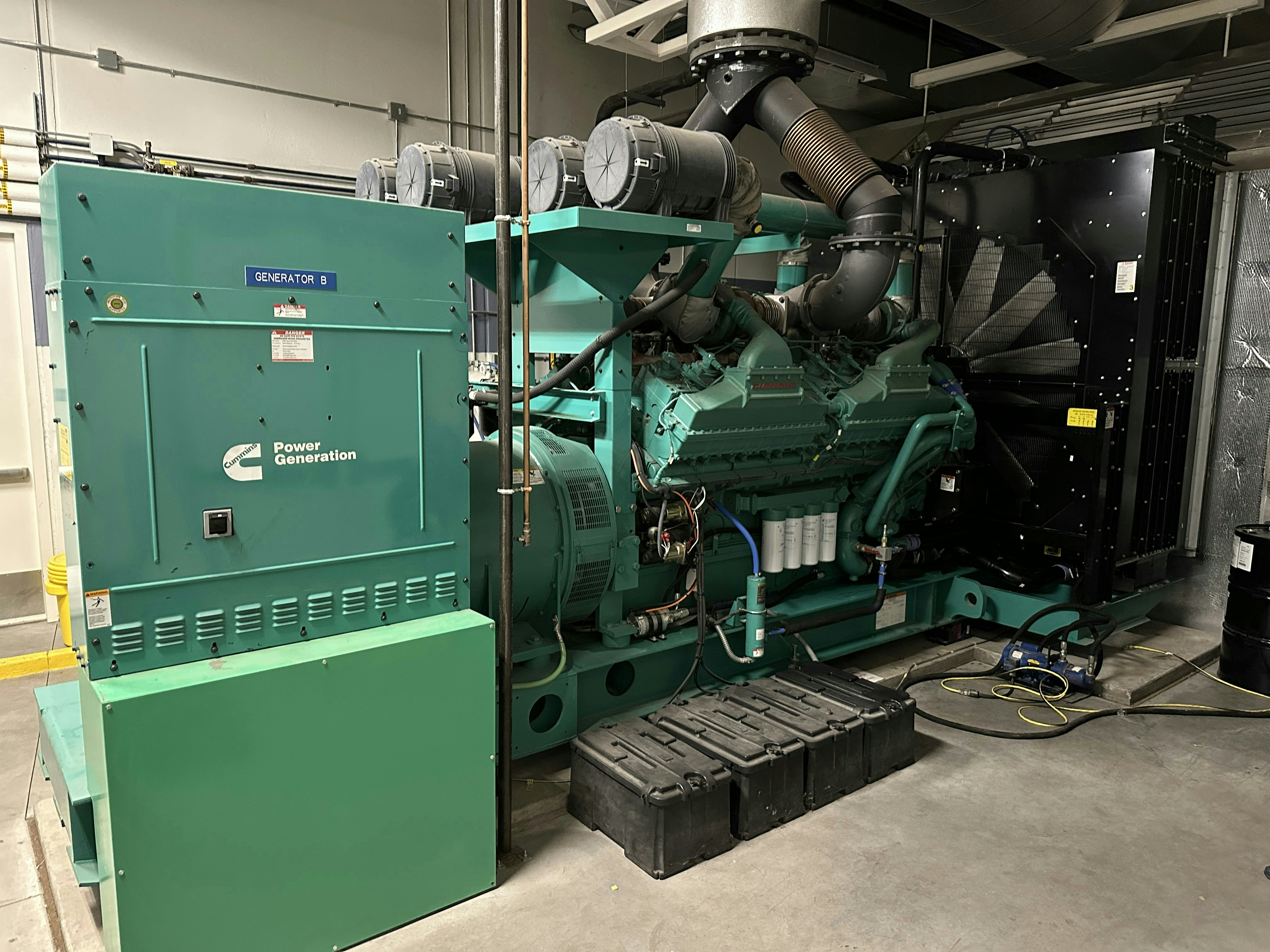
병원 데이터 센터의 디젤 발전기

백업 전력은 하나 이상의 무정전 전원 공급 장치, 배터리 뱅크, 디젤 발전기 또는 가스 터빈 발전기로 구성된다.
단일 장애점을 방지하기 위해 백업 시스템을 포함한 모든 전기 시스템 요소는 일반적으로 중복 복사본을 가지며, 중요 서버는 A측 및 B측 전원 공급 장치 모두에 연결된다. 이러한 배열은 종종 시스템에서 N+1 중복성을 달성하기 위해 이루어진다. 전원 장애 시 한 공급원에서 다른 공급원으로 즉시 전환되도록 정적 절환 스위치가 때때로 사용된다.

### 저전압 케이블 라우팅
옵션은 다음과 같다:
- 데이터 케이블은 오버헤드 케이블 트레이를 통해 라우팅될 수 있다.[73]
- 보안상의 이유와 랙 위에 냉각 시스템을 추가하는 비용을 피하기 위해 이중 바닥 케이블링을 사용한다.
- 소규모/저렴한 데이터 센터는 바닥 표면으로 정전기 방지 타일을 사용할 수도 있다.

### 기류 및 환경 제어
기류 관리는 뜨거운 배기 공기의 재순환을 방지하고 바이패스 기류를 줄여 데이터 센터 냉각 효율을 달성하는 관행이다. 일반적인 접근 방식에는 핫-복도/콜드-복도 격리 및 서버 랙 사이에 냉각 장치를 직접 배치하여 실내 공기와 섞이기 전에 배기열을 차단하는 인라인 냉각 장치 배치가 포함된다.
적절한 온도 및 습도 수준을 유지하는 것은 과열로 인한 장비 손상을 방지하는 데 중요하다. 과열은 구성 요소, 일반적으로 전선이나 회로의 실리콘이나 구리를 녹여 연결을 느슨하게 하고 화재 위험을 초래할 수 있다. 일반적인 제어 방법은 다음과 같다.
- 공기조화
- 외부 공기 사용과 같은 간접 냉각,[75][76][note 6] 간접 증발식 냉각(IDEC) 장치, 해수 냉각.

습도 제어는 습도 관련 문제를 방지할 뿐만 아니라: 중요하게도 과도한 습도는 먼지가 팬 블레이드와 히트싱크에 더 쉽게 달라붙어 공기 냉각을 방해하고 온도를 높일 수 있다.

#### 통로 격리
콜드 아일 격리는 장비 랙의 후면을 노출시키고 서버의 전면은 문과 덮개로 막는 방식으로 이루어진다. 이는 대규모 식품 회사가 제품을 냉장 보관하는 방식과 유사하다.

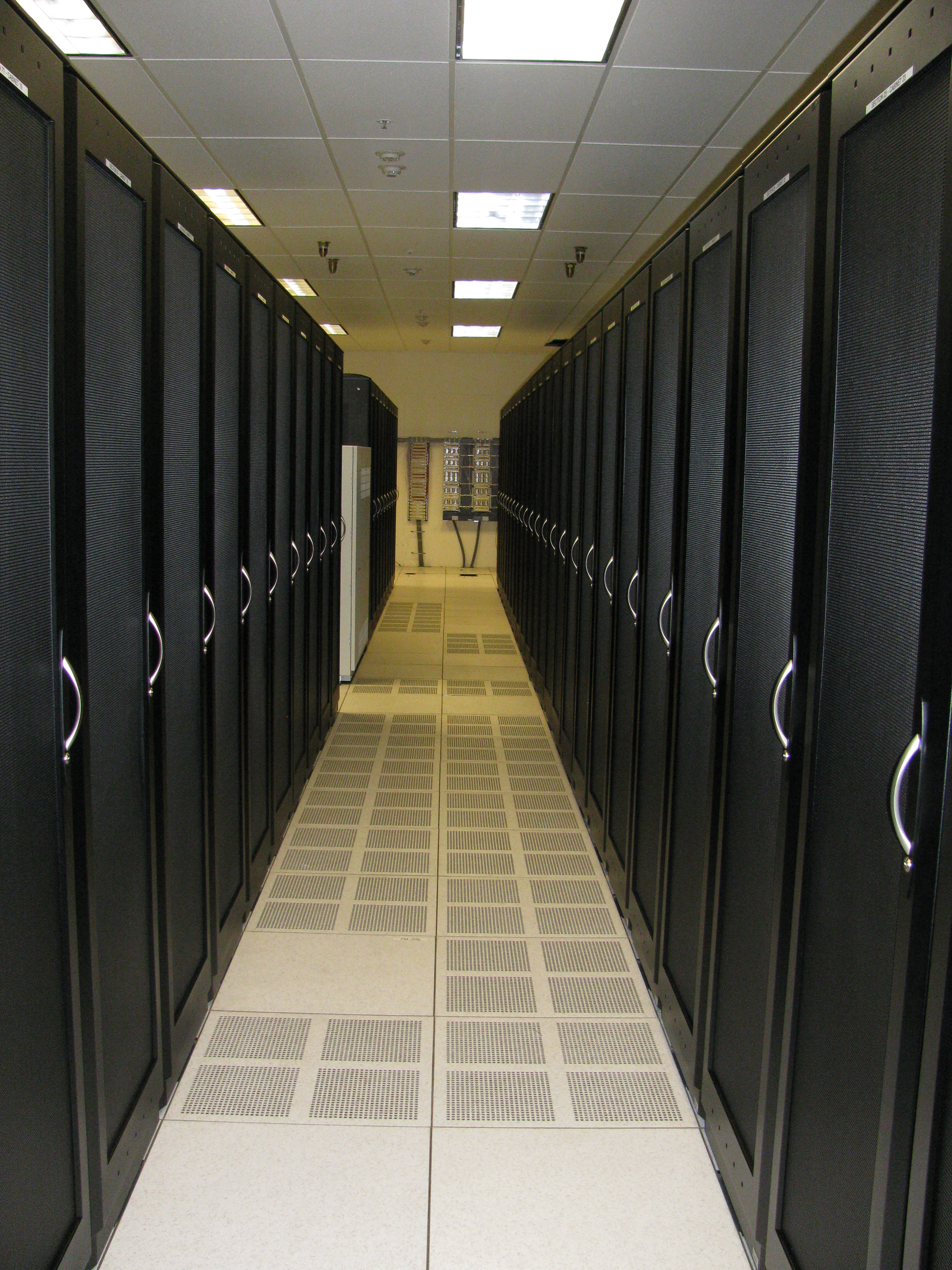
서버 랙 전면이 서로 마주 보고 이중 바닥을 통해 차가운 공기가 분산되는 일반적인 콜드 아일 구성

컴퓨터 캐비닛/서버 팜은 종종 뜨거운/차가운 복도 격리를 위해 배열된다. 적절한 공기 덕트 배치는 차가운 공기와 뜨거운 공기가 섞이는 것을 방지한다. 캐비닛 열은 차가운 공기와 뜨거운 공기 흡입구 및 배출구가 공기를 섞이지 않도록 서로 마주 보게 쌍을 이룬다. 이렇게 하면 냉각 효율이 크게 저하된다.
또 다른 방법으로, 다양한 바닥 아래 패널을 사용하여 이중 바닥의 환기 타일로 직접 연결되는 효율적인 냉기 통로를 만들 수 있다. 차가운 복도 또는 뜨거운 복도를 격리할 수 있다.
또 다른 옵션은 캐비닛에 수직 배기 덕트 굴뚝을 장착하는 것이다. 뜨거운 배기 파이프/환기구/덕트는 공기를 드롭 실링 위의 플레넘 공간으로 보내 냉각 장치나 외부 환기구로 다시 보낼 수 있다. 이 구성에서는 전통적인 핫/콜드 아일 구성이 필수가 아니다.

### 화재 방지

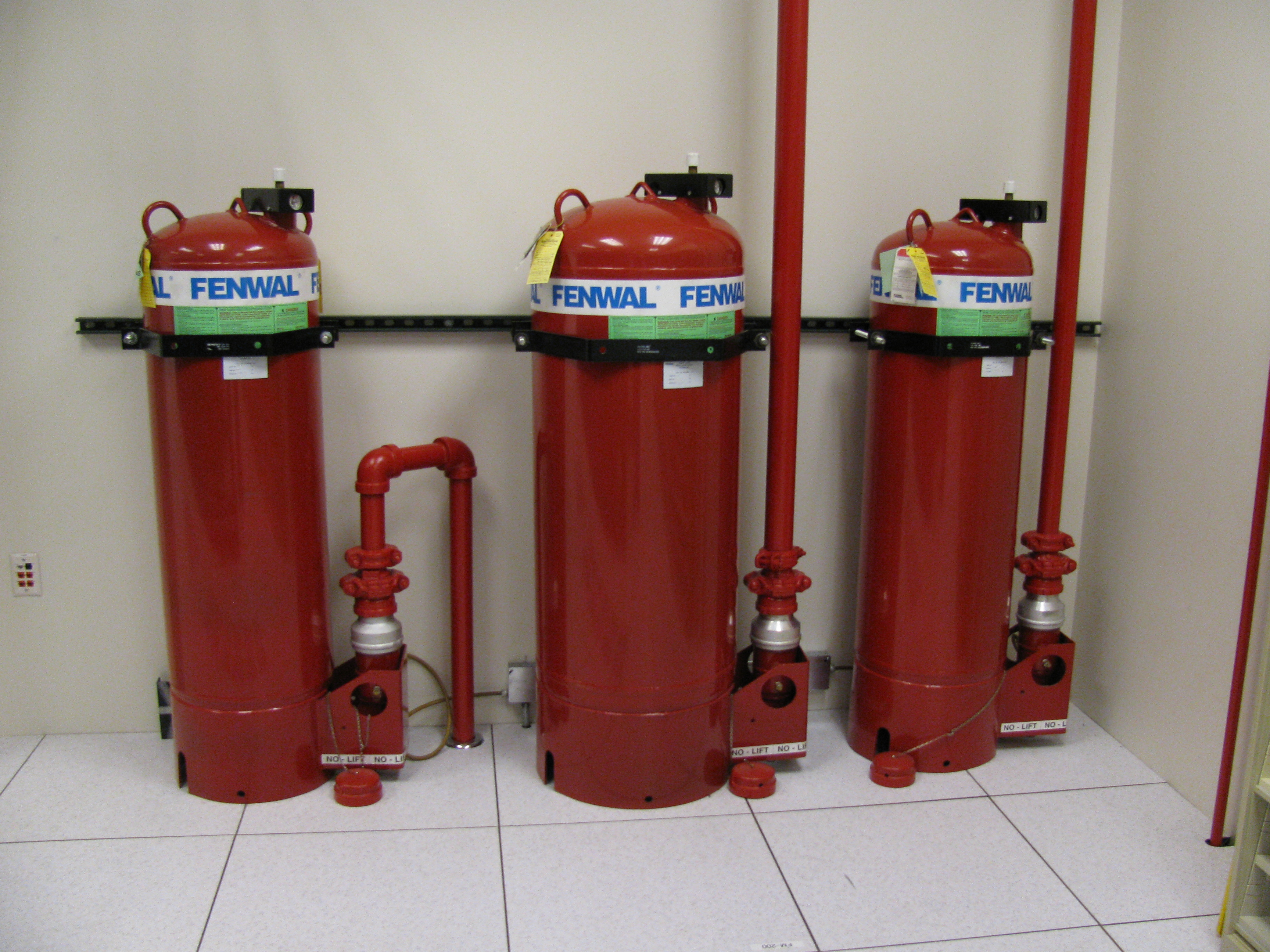
FM200 소화 약제 탱크

데이터 센터는 화재 방지 시스템을 갖추고 있으며, 여기에는 수동적 및 액티브 디자인 요소뿐만 아니라 운영 중 화재 예방 프로그램 구현도 포함된다. 일반적으로 연기 감지기는 화재 초기 단계에서 조기 경보를 제공하기 위해 설치된다.
주요 실내에서는 습식 시스템이 회로 기판의 취약한 특성 때문에 일반적으로 허용되지 않지만, 시설의 나머지 부분이나 닫힌계인 냉각/핫 아일 공기 순환 시스템에서 사용할 수 있는 시스템도 존재한다.
- 스프링클러 설비
- 미스트, 고압을 사용하여 극도로 작은 물방울을 생성하며, 이는 물방울의 특성 때문에 민감한 방에서 사용될 수 있다.

그러나 특히 민감한 영역에서 화재를 진압하는 다른 수단도 존재하며, 주로 가스 소화 시스템을 사용하는데, 이 중 할론 가스가 가장 인기가 있었으나 생산 및 사용의 부정적인 영향이 발견된 후에는 그렇지 않다.

### 보안
물리적 접근은 일반적으로 제한된다. 다층 보안은 종종 울타리, 볼라드 및 맨트랩으로 시작한다. 비디오 카메라 감시 및 상시 경비원은 데이터 센터가 크거나 민감한 정보를 포함하는 경우 거의 항상 존재한다. 지문 인식 맨트랩은 흔해지기 시작했다.
일부 데이터 보호 규정에서는 접근 로깅이 필수적이며, 일부 조직은 이를 접근 제어 시스템과 긴밀하게 연결한다. 주 출입구, 내부 방 출입구, 장비 캐비닛에서 여러 로깅 항목이 발생할 수 있다. 캐비닛의 접근 제어는 지능형 전력 분배 장치와 통합되어 잠금 장치가 동일한 어플라이언스를 통해 네트워크화될 수 있다.

## 에너지 사용

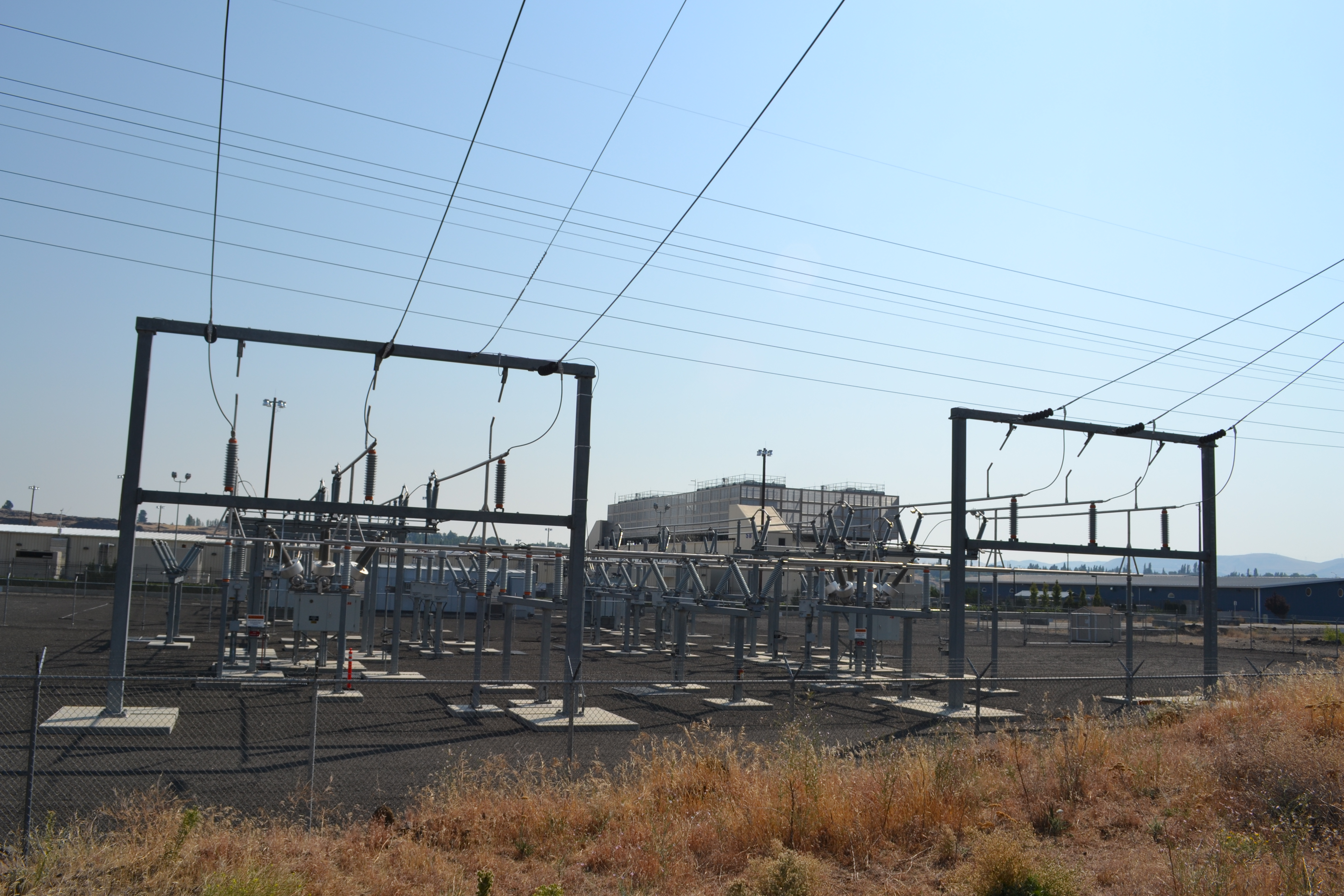
구글 데이터 센터, 더 댈러스

에너지 사용은 데이터 센터의 핵심 문제이다. 전력 소모량은 벽장 속 서버 랙의 몇 kW에서 대규모 시설의 수십 MW에 이른다. 일부 시설은 일반적인 사무실 건물보다 100배 이상 높은 전력 밀도를 가지고 있다. 고전력 밀도 시설의 경우 전기 비용이 지배적인 운영비이며, 데이터 센터의 총 소유 비용(TCO)의 10% 이상을 차지한다.

### 온실가스 배출
2020년, 데이터 센터(암호화폐 채굴 제외)와 데이터 전송은 각각 전 세계 전력의 약 1%를 사용했다. 이 전력 중 일부는 저탄소였지만, IEA는 "에너지 효율, 재생 에너지 조달 및 R&D에 대한 정부 및 산업 노력"을 더 많이 기울여야 한다고 촉구했다. 일부 데이터 센터는 여전히 화석 연료로 생성된 전기를 사용하기 때문이다. 또한 IEA는 건물과 같은 내포된 배출량을 포함하여 생애 주기 배출량을 고려해야 한다고 밝혔다. 2018년 미국의 온실가스 배출량 중 0.5%가 데이터 센터 때문인 것으로 추정된다. 텐센트와 같은 일부 중국 기업은 2030년까지 탄소 중립을 약속했지만, 알리바바와 같은 다른 기업은 탄소 중립 약속을 하지 않아 그린피스의 비판을 받았다. 구글과 마이크로소프트는 이제 각각 일부 꽤 큰 국가들보다 더 많은 전력을 소비하며, 100개 이상의 국가들의 소비량을 초과한다.

### 에너지 효율 및 오버헤드
데이터 센터의 에너지 효율을 측정하는 가장 일반적인 지표는 전력 사용 효율(PUE)이며, 이는 데이터 센터로 들어가는 총 전력을 IT 장비가 사용하는 전력으로 나눈 값이다.
{\displaystyle \mathrm {PUE} ={{\mbox{Total Facility Power}} \over {\mbox{IT Equipment Power}}}}
PUE는 오버헤드 장치(냉각, 조명 등)가 사용하는 전력의 비율을 측정한다. 일반적인 미국 데이터 센터의 PUE는 2.0으로, 이는 IT 장비에 공급되는 1와트당 2와트의 총 전력(오버헤드 + IT 장비)을 의미한다. 최첨단 데이터 센터의 PUE는 약 1.2로 추정된다. 구글은 운영 중인 데이터 센터의 분기별 효율성 지표를 공개한다. 2상 침수 냉각을 통해 1.01만큼 낮은 PUE를 달성할 수 있었다.
미국 환경보호청은 독립형 또는 대규모 데이터 센터에 대한 에너지 스타 등급을 부여한다. 에코라벨을 받으려면 데이터 센터는 보고된 모든 시설 중 에너지 효율성에서 상위 4분의 1 이내에 있어야 한다. 2015년 에너지 효율 개선법(미국)은 연방 시설(데이터 센터 포함)이 더 효율적으로 운영되도록 요구한다. 캘리포니아의 Title 24(2014)는 새로 건설되는 모든 데이터 센터가 에너지 효율을 최적화하기 위해 어떤 형태의 기류 격리 시스템을 갖추도록 의무화한다.
유럽 연합도 유사한 이니셔티브인 데이터 센터 행동 강령을 가지고 있다.

### 에너지 사용 분석 및 프로젝트
에너지 사용을 측정하고 분석하는 초점은 IT 장비가 사용하는 전력뿐만 아니라 냉각기 및 팬과 같은 시설 지원 하드웨어가 사용하는 에너지도 포함한다.
2011년, 데이터 센터의 서버 랙은 25kW 이상을 위해 설계되었고, 일반적인 서버는 소비 전력의 약 30%를 낭비하는 것으로 추정되었다. 정보 저장 시스템의 에너지 수요도 증가하고 있다. 고가용성 데이터 센터는 1메가와트(MW)의 수요를 가지며 수명 동안 2천만 달러의 전력을 소비할 것으로 추정되며, 냉각은 데이터 센터 총 소유 비용의 35%에서 45%를 차지한다. 계산에 따르면 2년 안에 서버 전원 공급 및 냉각 비용이 서버 하드웨어 구매 비용과 같아질 수 있다. 2018년 연구에 따르면 IT 갱신 속도를 최적화하고 서버 활용률을 높임으로써 상당한 양의 에너지를 절약할 수 있었다. 에너지 효율적인 스케줄링 알고리즘을 구현하여 에너지 소비를 6%에서 44%까지 줄일 수 있도록 작업 스케줄링 최적화 연구도 진행 중이다.
2011년, 페이스북, 랙스페이스 테크놀로지 등은 더 친환경적인 데이터 센터 컴퓨팅 기술을 개발하고 공개하기 위해 오픈 컴퓨트 프로젝트 (OCP)를 설립했다. 이 프로젝트의 일환으로 페이스북은 프라인빌에 첫 번째 전용 데이터 센터를 위해 자체적으로 구축한 서버의 설계를 공개했다. 서버를 더 높게 만들어 더 효과적인 히트 싱크를 위한 공간을 확보하고, 적은 에너지로 더 많은 공기를 이동시키는 팬을 사용할 수 있게 했다. 상용 기성 서버를 구매하지 않음으로써, 메인보드의 불필요한 확장 슬롯과 그래픽 카드와 같은 불필요한 구성 요소로 인한 에너지 소비도 절약되었다. 2016년, 구글은 이 프로젝트에 참여하여 48V DC 얕은 데이터 센터 랙의 설계를 공개했다. 이 설계는 오랫동안 구글 데이터 센터의 일부였다. 데이터 센터에 일반적으로 배포되는 여러 변압기를 제거함으로써 구글은 에너지 효율성을 30% 증가시켰다. 2017년 OCP 설계로 제작된 데이터 센터 하드웨어 판매액은 12억 달러를 넘어섰으며, 2021년에는 60억 달러에 이를 것으로 예상된다.

### 전력 및 냉각 분석

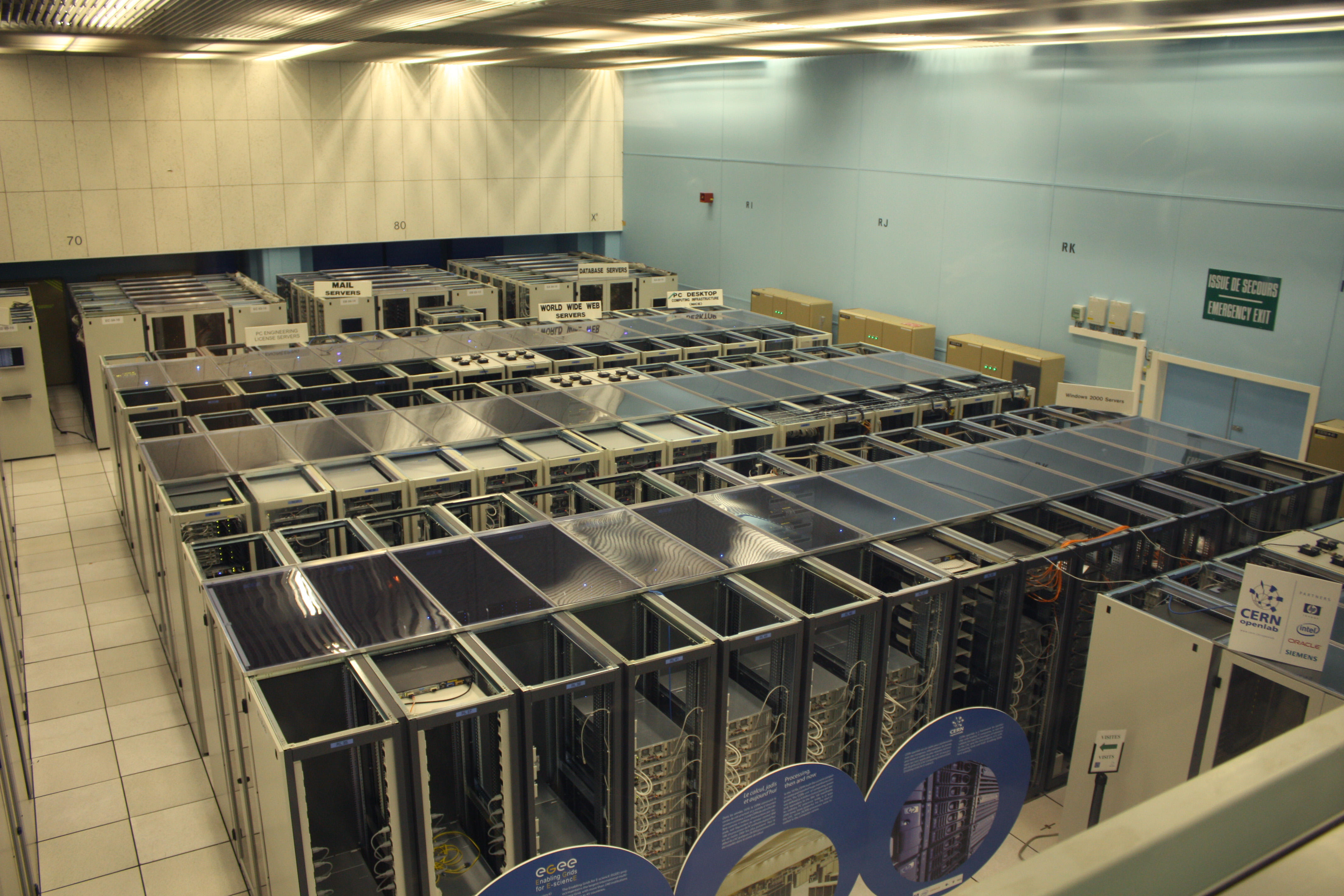
CERN의 데이터 센터 (2010년)

전력은 데이터 센터 사용자에게 가장 큰 반복 비용이다. 21.1 °C 이하로 냉각하는 것은 돈과 에너지를 낭비하는 것이다. 또한, 고습도 환경에서 장비를 과냉각하면 장비가 높은 습기에 노출되어 회로의 전도성 필라멘트에 염분 침전물이 자라게 될 수 있다.
전력 및 냉각 분석은 열 평가라고도 불리며, 특정 영역의 상대 온도와 특정 주변 온도를 처리하는 냉각 시스템의 용량을 측정한다. 전력 및 냉각 분석은 핫 스팟, 더 높은 전력 사용 밀도를 처리할 수 있는 과냉각 영역, 장비 부하의 임계점, 이중 바닥 전략의 효과, 그리고 데이터 센터 전반의 온도 균형을 위한 최적의 장비 배치(예: 에어컨 장치)를 식별하는 데 도움이 될 수 있다. 전력 냉각 밀도는 센터가 최대 용량으로 얼마나 많은 평방 피트를 냉각할 수 있는지를 나타내는 척도이다. 데이터 센터의 냉각은 서버 다음으로 두 번째로 큰 전력 소비원이다. 냉각 에너지는 가장 효율적인 데이터 센터의 총 에너지 소비량의 10%에서 일반적인 공랭식 데이터 센터의 45%까지 다양하다.

### 에너지 효율 분석
에너지 효율성 분석은 데이터 센터 IT 및 설비 장비의 에너지 사용량을 측정한다. 일반적인 에너지 효율성 분석은 데이터 센터의 전력 사용 효율(PUE)을 산업 표준과 비교하고, 비효율성의 기계적 및 전기적 원인을 식별하며, 공기 관리 지표를 식별한다. 그러나 대부분의 현재 지표 및 접근 방식의 한계는 분석에 IT를 포함하지 않는다는 점이다. 사례 연구에 따르면 데이터 센터에서 에너지 효율성을 전체적으로 다루면 다른 방법으로는 불가능한 주요 효율성을 달성할 수 있음이 입증되었다.

### 전산 유체 역학(CFD) 분석
이 유형의 분석은 정교한 도구와 기술을 사용하여 각 데이터 센터에 존재하는 고유한 열 조건을 이해한다. 수치 모델링을 사용하여 데이터 센터의 온도, 기류 및 압력 거동을 예측하여 성능 및 에너지 소비를 평가한다. 이러한 환경 조건의 영향을 예측함으로써 데이터 센터의 CFD 분석은 저밀도 랙과 혼합된 고밀도 랙의 영향 및 냉각 자원에 미치는 영향, 부적절한 인프라 관리 관행, 그리고 AC 고장 또는 예정된 유지 보수를 위한 AC 종료를 예측하는 데 사용될 수 있다.

### 열 영역 매핑
열 영역 매핑은 센서와 컴퓨터 모델링을 사용하여 데이터 센터의 뜨거운 영역과 차가운 영역의 3차원 이미지를 생성한다.
이 정보는 데이터 센터 장비의 최적 위치를 식별하는 데 도움이 될 수 있다. 예를 들어, 중요 서버는 중복 AC 장치에 의해 서비스되는 시원한 영역에 배치될 수 있다.

### 그린 데이터 센터

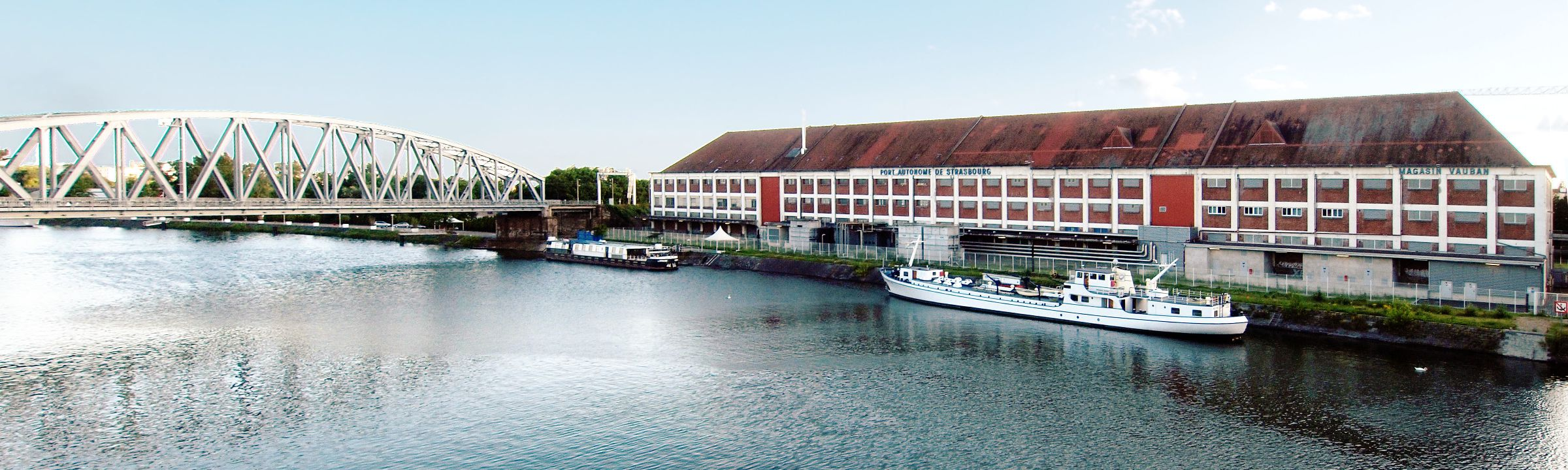
스트라스부르 항구의 이 수냉식 데이터 센터는 친환경성을 주장한다.

데이터 센터는 실제 장비 구동에 필요한 전력과 장비 냉각에 필요한 전력이라는 두 가지 주요 용도로 많은 전력을 소비한다. 전력 효율성은 첫 번째 범주를 줄인다.
자연적인 수단을 통한 냉각 비용 절감에는 위치 결정이 포함된다: 좋은 광섬유 연결성, 전력망 연결 및 장비 관리를 위한 인구 집중을 피하는 데 초점을 맞출 때, 데이터 센터는 사용자로부터 수 마일 떨어져 있을 수 있다. 구글이나 페이스북과 같은 대규모 데이터 센터는 인구 밀집 지역 근처에 있을 필요가 없다. 외부 공기를 사용하여 냉각을 제공할 수 있는 북극 지역이 점차 인기를 얻고 있다.
재생 가능한 전력원은 또 다른 장점이다. 따라서 캐나다, 핀란드, 스웨덴, 노르웨이, 스위스와 같이 유리한 조건을 가진 국가들은 클라우드 컴퓨팅 데이터 센터를 유치하려고 노력하고 있다.
싱가포르는 2022년 4월에 신규 데이터 센터에 대한 3년 금지령을 해제했다. 아시아 태평양 지역의 주요 데이터 센터 허브인 싱가포르는 2022년에 신규 데이터 센터 프로젝트에 대한 모라토리엄을 해제하고 4개의 신규 프로젝트를 승인했지만, 접수된 20개 이상의 신규 데이터 센터 신청 중 16개 이상을 거부했다. 싱가포르의 신규 데이터 센터는 "물 사용 효율성(WUE) 2.0/MWh, 전력 사용 효율성(PUE) 1.3 미만, 그리고 탈탄소화 및 수소 연료 전지 또는 태양광 패널 사용을 명확히 다루는 싱가포르 BCA-IMDA 신규 데이터 센터 그린 마크 플래티넘 인증"을 포함한 매우 엄격한 친환경 기술 기준을 충족해야 한다.

#### 직류 데이터 센터
직류 데이터 센터는 태양 전지판을 사용하여 현장에서 직류를 생산하고 축전지 저장 발전소에 전기를 저장하는 데이터 센터이다. 컴퓨터는 직류로 작동하며 교류 전력을 교류로 변환할 필요가 없어진다. 데이터 센터 부지는 여전히 그리드-백업 솔루션으로 교류 전력을 사용할 수 있다. 직류 데이터 센터는 효율이 10% 더 높고 변환 구성 요소에 필요한 바닥 공간이 적다.

### 에너지 재활용
공랭식 데이터 센터에서 발생하는 열을 재사용하는 것은 매우 어렵다. 이러한 이유로 데이터 센터 인프라는 종종 열 펌프를 갖추고 있다.
열 펌프의 대안은 데이터 센터 전체에 액체 냉각을 도입하는 것이다. 다양한 액체 냉각 기술을 혼합하여 물로 모든 열을 포착하는 완전 액체 냉각 인프라를 가능하게 한다. 다양한 액체 기술은 간접 액체 냉각(수냉식 랙), 직접 액체 냉각(칩 직접 냉각) 및 완전 액체 냉각(액체에 완전히 침수, 서버 침수 냉각 참조)의 세 가지 주요 그룹으로 분류된다. 이러한 기술의 조합은 데이터 센터에서 고온의 물 출력을 생성하기 위한 열 계단식 시나리오의 일부로 온도 연쇄를 생성할 수 있다.

### 전기 요금에 미치는 영향
2020년대의 암호화폐 채굴 및 인공지능 붐은 전기 수요 증가로 이어졌다. IEA는 2022년에서 2026년 사이에 전 세계 데이터 센터의 전력 수요가 두 배로 증가할 것으로 예상한다. 미국은 이 4년 동안 데이터 센터가 차지하는 전력 시장 점유율이 4%에서 6%로 증가할 수 있다. 2023년 비트코인은 미국 전력의 2%를 사용했다. 이는 일부 지역에서 전기 요금 인상으로 이어졌으며, 특히 산타클라라와 같은 데이터 센터가 많은 지역 및 뉴욕 북부에서 두드러졌다. 데이터 센터는 노던 버지니아에서도 주민들이 미래의 전력선 비용을 부담해야 할지에 대한 우려를 낳았다. 또한 런던에서 주택 개발을 더 어렵게 만들었다. 2024년 7월 뱅크 오브 아메리카 연구소 보고서는 인공지능 등으로 인한 전기 수요 증가가 전기 요금을 높이고 있으며, 이는 전기 인플레이션의 중요한 요인이라고 밝혔다.

## 물 소비 및 환경 영향
AI 데이터 센터의 급격한 확장은 특히 가뭄이 잦은 지역에서 물 소비에 대한 상당한 우려를 불러일으켰다. 데이터 센터는 서버 과열을 방지하기 위해 증발 냉각 시스템에 크게 의존하며, 매일 수백만 리터의 물을 소비한다. 국제 에너지 기구 (IEA)에 따르면, 단일 100메가와트 데이터 센터는 하루에 최대 2,000,000 리터 (530,000 US gal)의 물을 사용할 수 있는데, 이는 6,500가구의 하루 소비량과 맞먹는 수준이다.
2022년 이후, 신규 데이터 센터의 3분의 2 이상이 물 스트레스 지역인 텍사스, 애리조나, 사우디아라비아, 인도 등지에 건설되었는데, 이들 지역은 이미 담수 부족이 심각한 문제이다. 데이터 센터의 전 세계 물 발자국은 연간 560십억 리터 (150×109 US gal)로 추정되며, AI 수요 증가로 인해 2030년까지 두 배로 증가할 것으로 예상된다.
스페인 아라곤과 같은 지역에서는 아마존의 계획된 데이터 센터가 연간 755,720 세제곱미터 (612.67 acre·ft)의 물을 취수할 수 있도록 허가되어, 같은 줄어드는 물 공급에 의존하는 농부들과 갈등을 빚고 있다. 칠레, 네덜란드, 우루과이에서도 유사한 긴장이 발생했으며, 지역 사회는 기술 인프라를 위한 물 전환에 항의하고 있다.
마이크로소프트, 구글, 아마존을 포함한 기술 기업들은 2030년까지 "물 긍정"을 달성하여 소비하는 물보다 더 많은 물을 보충하겠다고 약속했다. 그러나 비평가들은 이러한 약속이 종종 물 상쇄에 의존하며, 이는 심각한 지역적 부족 문제를 해결하지 못한다고 주장한다.
2028년까지 물 스트레스 지역인 미국에 최소 59개의 추가 데이터 센터가 계획되어 있고, 2027년까지 AI의 전 세계 물 수요가 6.6십억 세제곱미터 (1,700×109 US gal)에 이를 것으로 예상됨에 따라, 전문가들은 지속 불가능한 경로를 경고한다. 애리조나 주립 대학교 물 정책 전문가 캐서린 소렌슨은 다음과 같이 물었다: "세금 수입 증가와 상대적으로 적은 일자리가 물만큼 가치가 있는가?"

## 동적 인프라
동적 인프라는 마이그레이션, 프로비저닝, 성능 향상 또는 코로케이션 시설 구축을 위해 데이터 센터 내에서 언제 어디서든 워크로드를 지능적으로, 자동으로, 안전하게 이동할 수 있는 기능을 제공한다. 또한 물리적 또는 가상 시스템에 대한 정기적인 유지 보수를 수행하는 동안 중단을 최소화하는 데 도움이 된다. 관련 개념으로는 필요한 경우에만 가용한 자원을 동적으로 재구성할 수 있는 구성 가능 인프라(Composable Infrastructure)가 있다.
부수적인 이점은 다음과 같다.
- 비용 절감
- 사업 연속성 및 고가용성 촉진
- 클라우드 및 그리드 컴퓨팅 활성화.[144]

## 네트워크 인프라

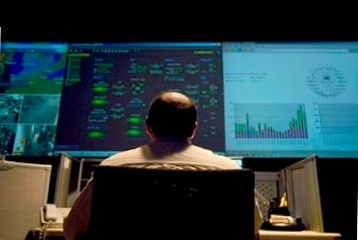
데이터 센터의 네트워크 운영 통제실을 감독하는 운영 엔지니어 (2006년)

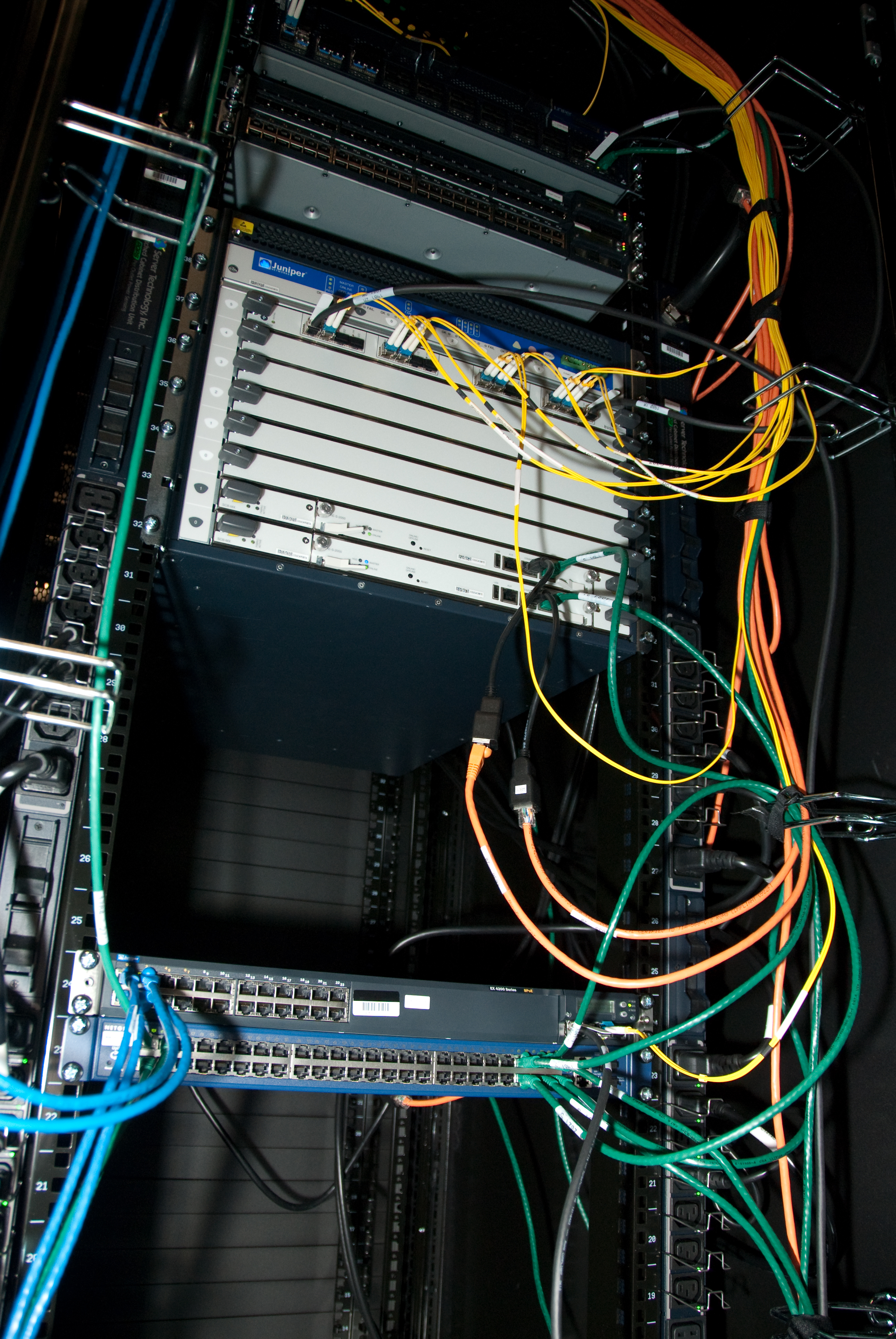
데이터 센터 네트워크 인프라의 예시

오늘날 데이터 센터의 통신은 대부분 네트워크가 인터넷 프로토콜 스위트를 실행하는 것을 기반으로 한다. 데이터 센터에는 서버 간 및 외부로 트래픽을 전송하는 라우터 및 네트워크 스위치 세트가 포함되어 있으며, 이들은 데이터 센터 네트워크 아키텍처에 따라 연결된다. 인터넷 연결의 중복성은 종종 두 개 이상의 상위 서비스 제공업체를 사용하여 제공된다(멀티호밍 참조).
데이터 센터의 일부 서버는 조직 내부 사용자가 필요로 하는 기본적인 인터넷 및 인트라넷 서비스를 실행하는 데 사용된다. 예를 들어, 전자 메일 서버, 프록시 서버, DNS 서버 등이다.
네트워크 보안 요소도 일반적으로 배포된다. 방화벽, VPN 게이트웨이, 침입 탐지 시스템 등이 있다. 네트워크 및 일부 애플리케이션을 위한 모니터링 시스템도 일반적이다. 데이터 센터 내부의 통신 장애에 대비하여 추가적인 외부 모니터링 시스템도 흔히 사용된다.

## 소프트웨어/데이터 백업
데이터 백업을 위한 상호 배타적이지 않은 옵션은 다음과 같다:
- 온사이트
- 오프사이트

온사이트는 전통적인 방식이며, 주요 장점 중 하나는 즉각적인 가용성이다.

### 오프사이트 백업 저장소
데이터 백업 기술에는 데이터의 암호화된 복사본을 오프사이트에 보관하는 것이 포함된다. 데이터를 전송하는 데 사용되는 방법은 다음과 같다.
- 고객이 데이터를 자기 테이프와 같은 물리적 매체에 쓰고, 그 테이프를 다른 곳으로 운반하는 방식.[148]
- 백업 중 적절한 링크를 사용하여 데이터를 다른 사이트로 직접 전송하는 방식.
- 데이터를 "클라우드에" 업로드하는 방식.[149]

## 모듈형 데이터 센터

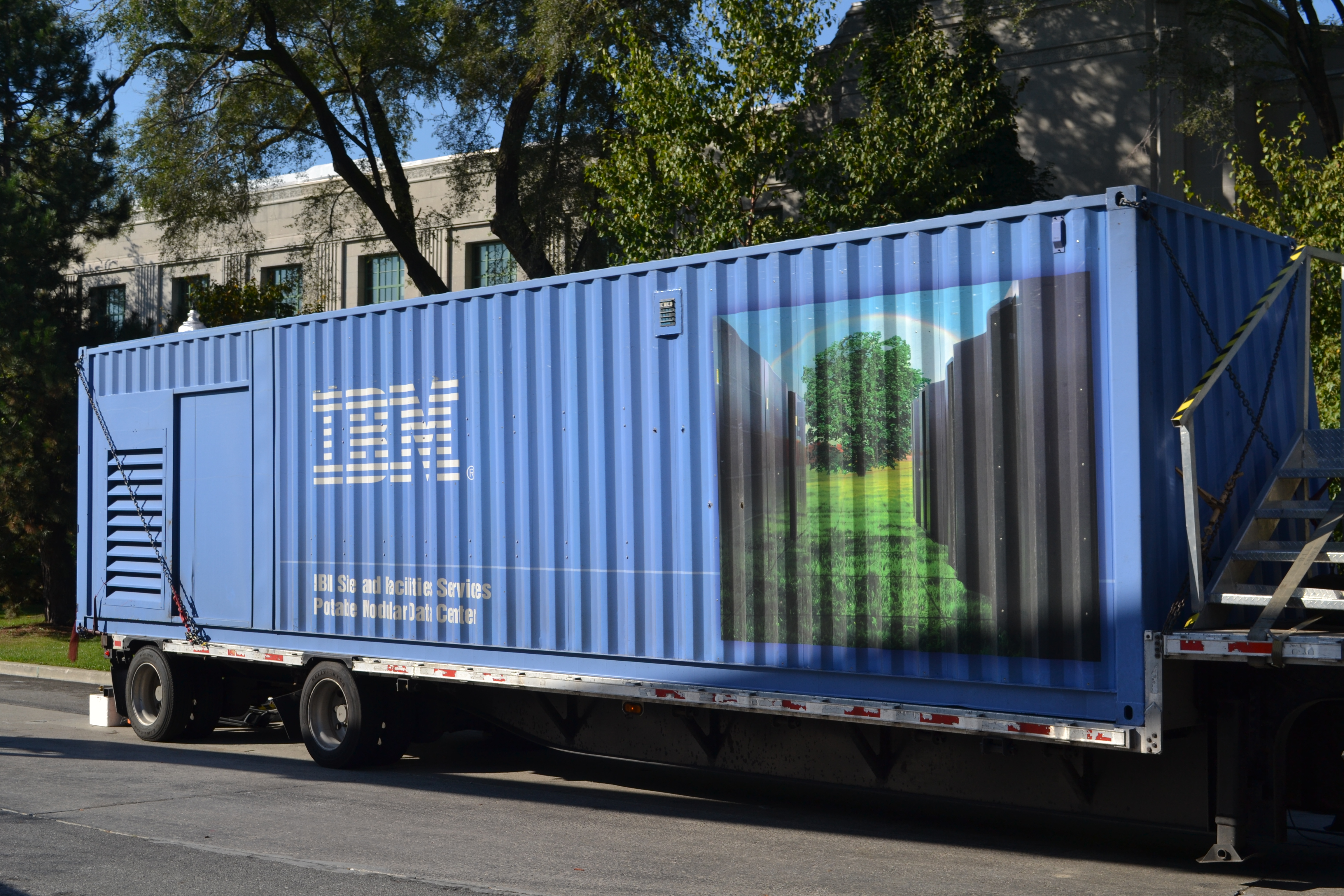
40피트 모듈형 데이터 센터

빠른 배포 또는 IT 재난 복구를 위해 여러 대형 하드웨어 공급업체가 매우 짧은 시간 내에 설치 및 운영할 수 있는 모바일/모듈형 솔루션을 개발했다.

## 마이크로 데이터 센터
마이크로 데이터 센터(MDC)는 기존 데이터 센터보다 크기는 작지만 동일한 기능을 제공하는 액세스 수준 데이터 센터이다. 이들은 통신 지연을 줄이기 위해 일반적으로 데이터 소스 근처에 위치하며, 작은 크기로 인해 여러 MDC를 넓은 지역에 분산 배치할 수 있다. MDC는 사용자 중심의 프런트엔드 애플리케이션에 적합하다. 이들은 일반적으로 에지 컴퓨팅 및 낮은 지연 시간 데이터 처리가 필요한 다른 영역에서 사용된다.

## 우주 데이터 센터

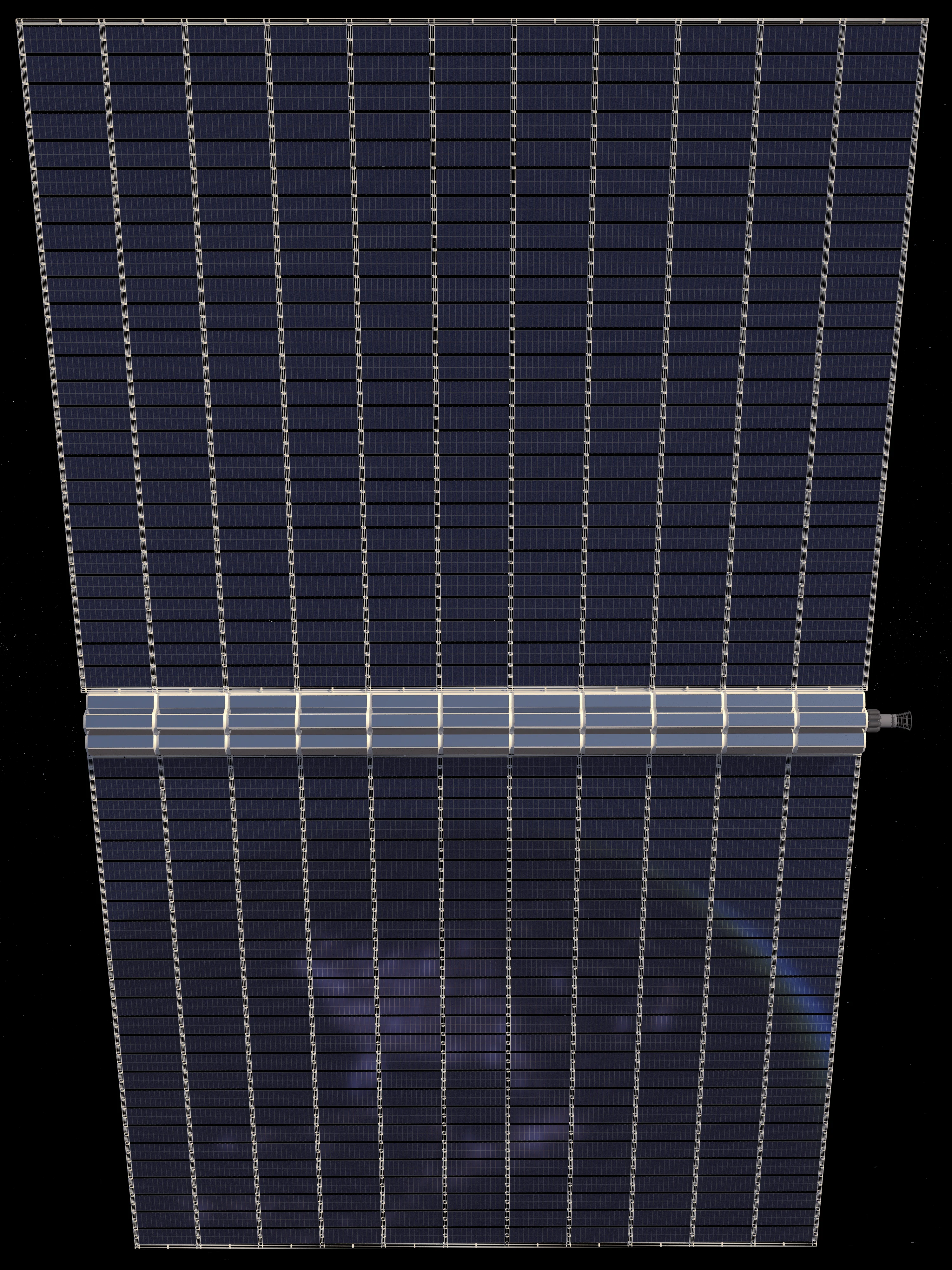
우주 데이터 센터 3D 디자인

우주 데이터 센터는 지구 저궤도의 우주 공간에 데이터 센터를 배치하자는 제안된 아이디어이다. 이론적인 장점은 우주 태양광 발전과 더불어 일기예보 및 기상 예측 계산을 기상 위성으로부터 돕고, 자유롭게 확장할 수 있다는 점이다.
도전 과제로는 온도 변동, 우주선, 미세 운석 등이 있다.

## 같이 보기
- 코로케이션 센터
- 컴퓨터 냉각
- 데이터 센터 관리
- 동적 인프라
- 전기 회로
- 인터넷 익스체인지 포인트
- 인터넷 호스팅 서비스
- 마이크로소프트 수중 데이터 센터
- 네허-맥그래스 방법
- 네트워크 운영 센터
- 오픈 컴퓨트 프로젝트, 페이스북
- 피어링
- 서버 팜
- 서버실
- 서버실 환경 모니터링 시스템
- 통신 네트워크
- 유타 데이터 센터
- 웹 호스팅 서비스

## 내용주
1. ↑  1960년 이전(1945년)에 개발된 미국 육군의 에니악과 같은 기기를 수용한 오래된 대형 컴퓨터실은 현재 데이터 센터로 불린다.
2. ↑  1960년대 초까지는 주로 정부가 대형 메인프레임 컴퓨터를 사용했으며, 이들은 오늘날 데이터 센터라고 불리는 방에 수용되었다.
3. ↑  1990년대에는 네트워크에 연결된 미니컴퓨터(서버)가 입력 또는 디스플레이 장치 없이 기존 컴퓨터실에 수용되었다. 이 새로운 "데이터 센터" 또는 "서버실"은 저렴한 네트워킹 장비와 함께 회사 내부에 구축되었다.
4. ↑  2000년대 초, 닷컴 사업 확장 시기에 데이터 센터 건설이 상당히 많았다.
5. ↑  2011년 5월, 데이터 센터 연구 조직인 업타임 연구소는 설문 조사에 참여한 대기업의 36%가 향후 18개월 이내에 IT 용량이 고갈될 것으로 예상한다고 보고했다. James Niccolai. “Data Centers Turn to Outsourcing to Meet Capacity Needs”. 《CIO 매거진》. 2011년 11월 15일에 원본 문서에서 보존된 문서. 2011년 9월 9일에 확인함.
6. ↑  간접 시스템은 기계식 냉각기나 기존 에어컨의 필요성을 줄이거나 없애 에너지 절약을 가져올 수 있다.